# 기생생물

기생생물(寄生生物, 영어: parasite) 또는 붙어살이생물은 다른 생물에 기생하는 생물을 말한다. 기생생물이라 하면 박테리아나 바이러스를 제외하는 것이 보통이다. 체내 기생생물과 체외 기생생물로 구별하는데 이를테면 뿌리가 없어서 나무에 기생하는 식물인 겨우살이는 체외 기생생물에 속한다. 일반적으로 숙주와 공생관계지만, 숙주를 죽이면서 기생하는 기생벌이나 기생파리 등은 포식기생을 하기에 천적이라고도 할 수 있다. 또한 기생충(寄生蟲, 붙어살이동물: 다른 동물에 기생하는 동물)의 문화어에 해당하기도 한다.

## 분류
- 순활물기생체(절대기생체; obligate parasite): 살아 있는 세포에서 그 동화산물이나 대사산물을 영양원으로 섭취해서 생활하는 생물. 인공배양이 되지 않음. 곤충의 경우 한 숙주에만 독점적으로 생활하고 있는 기생충.[1]
- 임의부생체(조건부생체; facultative saprophyte): 환경조건에 따라 사물기생하는 미생물. 생물에 기생하는 것이 원칙이나 때에 따라 사물이나 유기물에서 영양을 얻음.[1]
- 임의기생체(조건기생체; facultative parasite): 기주의 조건이나 상태에 따라 기주를 임의로 바꾸는 기생체.[1]

## 인간 기생충
- 외부 기생충
  - 이
  - 사면발이
  - 벼룩
  - 빈대
  - 진드기
- 내부 기생충
  - 회충
  - 요충
  - 조충류
  - 흡충
  - 구충
  - 주혈흡충
  - 개회충

## 어류 기생충
- 시모토아 엑시구아
- 아니사키스

## 기생충 박멸과 생활개선

### 미국의 기생충 박멸사업
기생충 박멸은 생활개선과 관련이 있다. 미국 남부에서는 한때 구충감염이 원인인 각혈과 빈혈로 고생하는 사람들이 많았는데, 구충감염자들은 몸이 안 좋으니 당연히 직업을 가질 수 없었고, 이를 본 다른 지역사람들에게 게으르다는 오해를 받기까지 했다. 하지만 미국 낙농사업국에서 일하던 학자 찰스 스타일스가 미국 최고 거부 록펠러를 설득하여 구충박멸을 위한 공중위생위원회가 결성되면서 이야기가 달라진다. 위원회에서는 아무곳에서나 대변을 보는 것이 아니라 공중화장실에서 보도록 함으로써 대변을 통해 배출된 유충이 토양에 숨어 있다가 인간의 몸에 들어오는 감염을 막았고, 한때 50%에 달하던 구충 감염률은 당연히 줄어들었다.

### 한국의 기생충 박멸 사업
한국도 1970년대에는 장내 기생충 감염률이 70%(1971년 기생충박멸협회의 장내기생충 감염률조사에 따르면 84%)에 달했지만 채변봉투에 대변을 담아오게 하는 방법으로 기생충 감염여부를 확인하고 구충제를 먹게 하는 기생충 박멸사업과 생활환경 바꾸기로 기생충이 2-3%로 낮아졌다.

### 구충제 개발
1947년에는 노먼 스톨이 기생충감염 규모를 학문적으로 밝혀냈고, 의학의 발전으로 대부분의 장내 기생충이 제거되는 구충제가 개발되었다. 하지만 지금도 구충사업이 진행된 유럽, 미국. 아시아 일부 나라들을 제외한 빈국에서는 생활환경이 비위생적이라 기생충 문제가 심각하여 구충경험이 있는 한국에서 탄자니아, 수단 등에 기생충박멸 노하우를 전하는 의료지원을 하고 있으며, 기생충학을 공부한 학자들이 구충제를 나누어주는 일도 한다. 하지만 구충제는 치료효과는 있어도 예방효과가 없어서 공중보건사업을 전수하는 도움이 있어야 한다.

## 기생과 공생의 차이
기생과 협의의 공생은 유익을 주는지의 차이로 구분한다. 기생은 숙주를 죽이거나 숙주의 양분을 가로채는 피해를 주지만, 공생은 서로 유익을 주거나, 한편에게 유익을 준다. 이를테면 진딧물과 개미의 경우 개미는 진딧물의 천적인 무당벌레로부터 진딧물을 보호하고, 진딧물은 감로라고 하여 자신의 달콤한 배설물을 개미에게 공급한다. 하지만, 기생은 숙주를 죽이기도 하는 위험한 관계이다. 이를테면 기생벌인 금좀벌과 고치벌의 애벌레는 숙주인 흰나비과(배추흰나비 등)애벌레의 피를 빨아먹다가 몸을 뚫고 나와 노란 고치를 짓는데, 영양을 가로채인 숙주는 죽는다. 그러나 광의의 공생은 기생의 의미를 포함한다.